# لولاردی

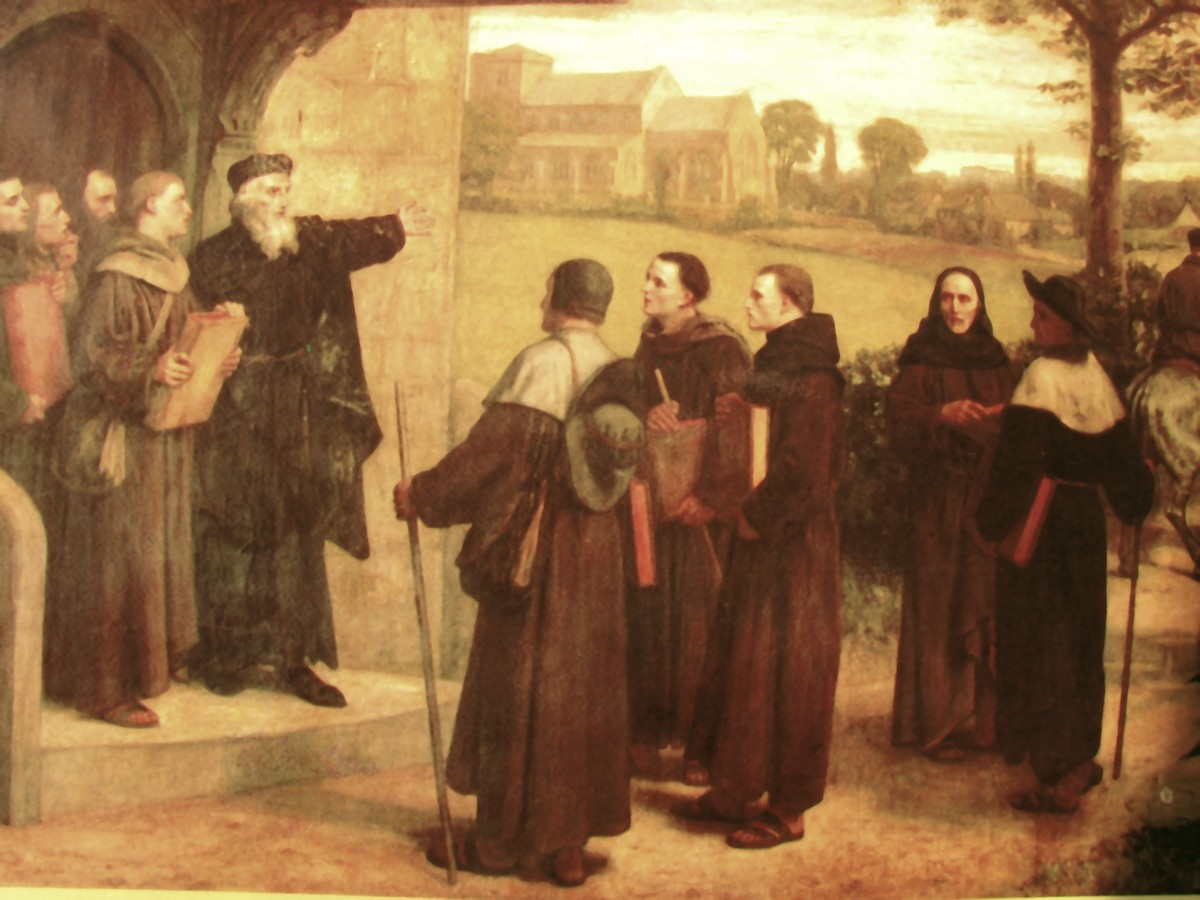
در این تصویر قرن نوزدهمی، جان ویکلیف نشان داده شده‌است که ترجمه کتاب مقدس را که نام خود را بر روی آن مهر کرده، به پیروانش می‌دهد.

لولاردی (انگلیسی: Lollardy) که با نام‌های لولاردیسم و جنبش لولارد نیز شناخته می‌شود. جنبشی مذهبی و مشخصا مسیحی پیشا-پروتستاتیسم که از اوسط قرن چهارده آغاز شد و تا اصلاحات انگلیس در قرن ۱۶ ادامه پیدا کرد. جنبش درابتدا توسط جان ویکلیف رهبری شد او روحانی کلیسای کاتولیک بود که از دانشگاه آکسفورد به خاطر نقد کلیسا کنار گذاشته شد. خواسته لولاردها در درجهٔ اول اصلاحات در مسیحیت غربی بود. آنها عقاید خود را در دوازده نتیجه‌گیری لولاردها تدوین کردند.